# Rococó em Portugal

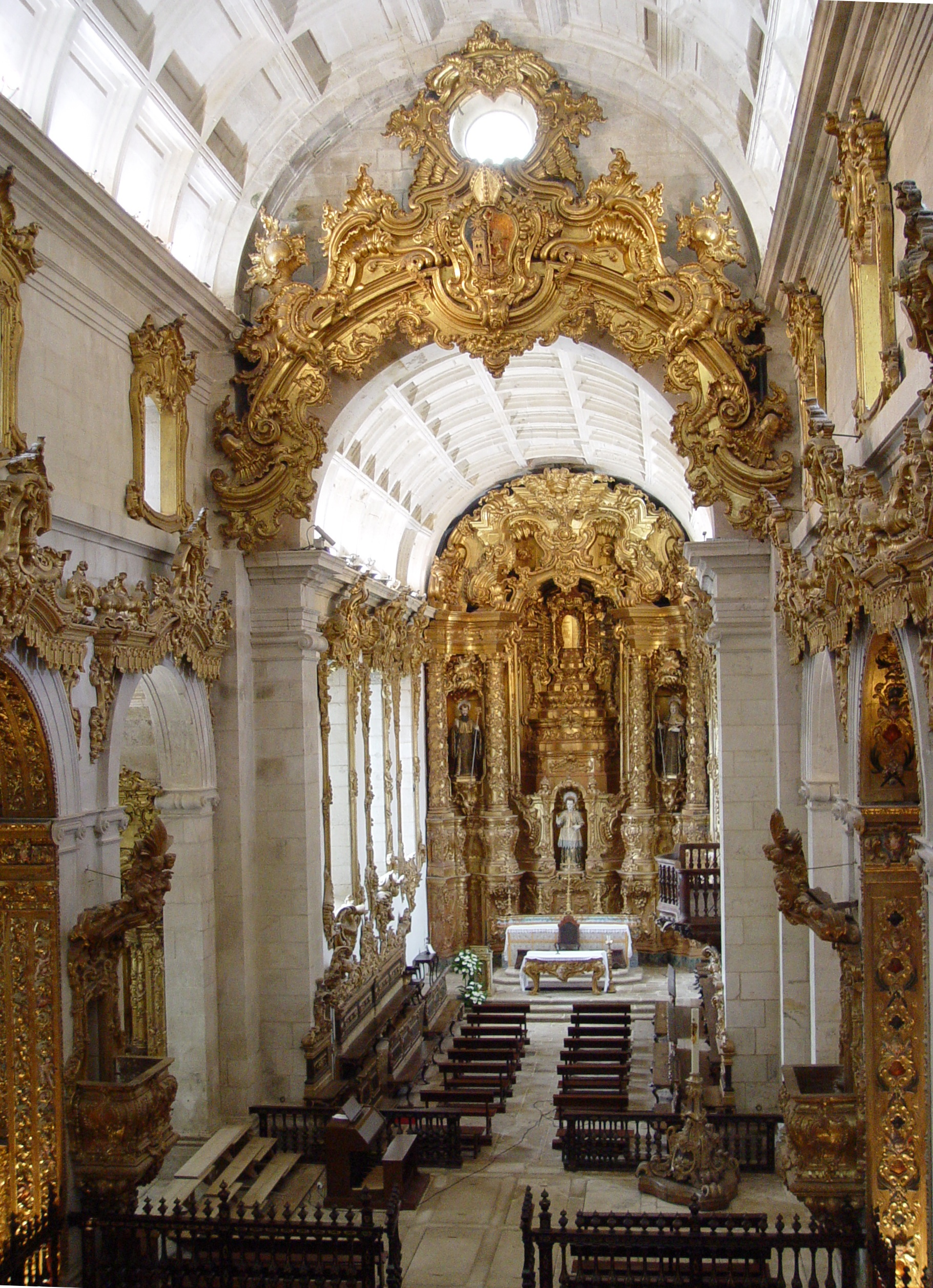
Talha dourada no mosteiro de Tibães, referência do rococó Português, arquitecto André Soares, 1757-1760, Braga

A sucessão de D. João V é assegurada pelo seu filho D. José. A abundância de recursos mantém a política de esplendor e ostentação, graças aos diamantes e metais preciosos do Brasil, permitindo uma arquitectura de luxo, bem como programas decorativos modernos, seguindo o gosto da época.
Apesar de ser uma época de esplendor, o Rococó em Portugal é marcado pela pior catástrofe natural do país e uma das piores acontecida na Europa – o Terramoto de 1755.
Na manhã do dia 1 de Novembro de 1755 a cidade de Lisboa ficou praticamente arrasada após um violento terramoto, seguido de um tsunami e, posteriormente, um gigantesco incêndio, matando milhares de pessoas. A parte central da cidade ficou arrasada, incluindo o palácio real, patriarcal, teatro de ópera e principais edifícios públicos. A tragédia chocou a Europa inteira.

## Arquitetura

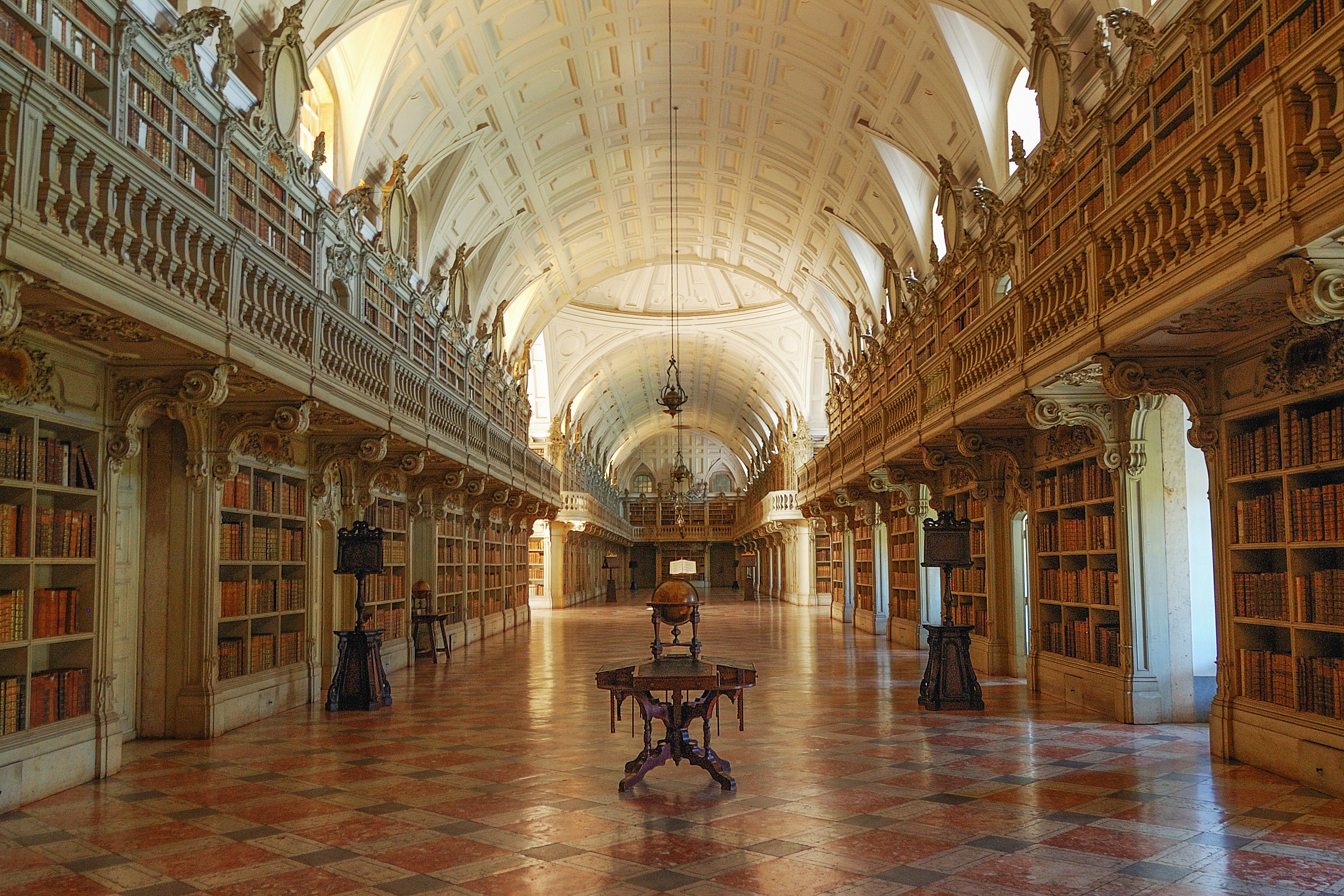
Biblioteca do Convento de Mafra, com chão em mármore, estantes em estilo rococó e uma coleção de mais de 40.000 livros com encadernações em couro gravadas a ouro

O Rococó (da palavra francesa rocaille, que significa "concha"), entra em Portugal pelo norte, enquanto Lisboa, devido aos faustos da corte, se mantém agarrada ao Barroco. É uma arquitectura que segue a grande corrente internacional muito decorada, e, devido ao granito escuro em contraste com as paredes brancas, de perfil claramente português. A decoração é naturalista, baseada principalmente em concheados e folhas de acanto, mas também elementos arquitectónicos e escultura. Tornam-se moda os locais de peregrinação, construídos frequentemente em locais de relevo acidentado, permitindo imponentes escadórios de grande efeito cenográfico como Nossa Senhora dos Remédios em Lamego. André Soares destaca-se na região de Braga, sendo os principais exemplos o Santuário da Falperra, a Igreja dos Congregados, a Câmara Municipal de Braga e a Casa do Raio, entre muitos outros. O número de obras e arquitectos é grande e, como o norte de Portugal foi poupado ao terramoto, estes edifícios são numerosos.

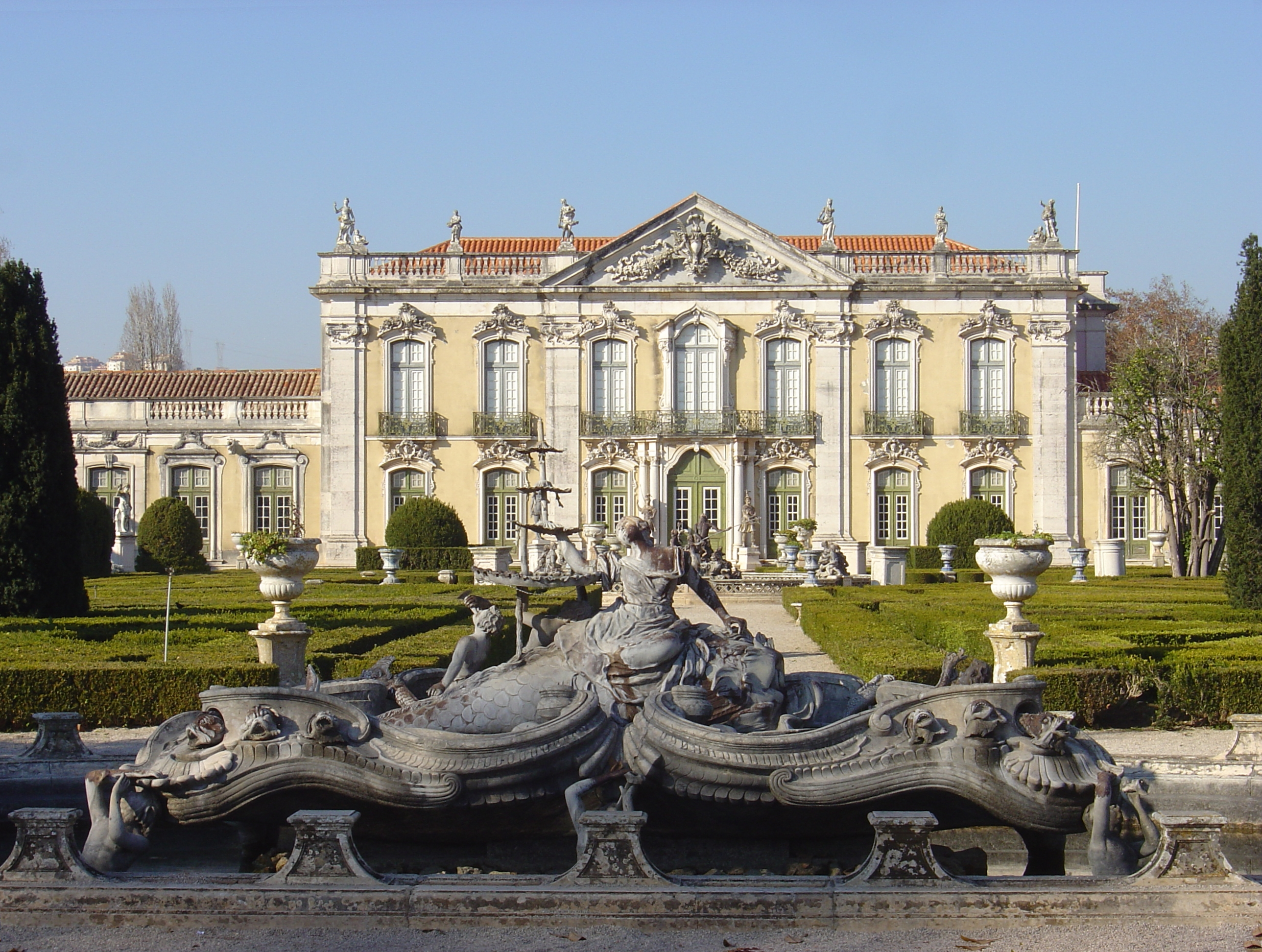
Fonte rococó frente à fachada de Cerimónia do Palácio Real de Queluz, edifício de traços neoclássicos

No sul, devido à menor densidade populacional, maior influência da corte e como consequência do terramoto são menos frequentes. Mas mesmo assim existem vários exemplos dos quais se destaca o Palácio de Queluz. Executado segundo projecto de Mateus Vicente de Oliveira torna-se residência da corte durante o reinado de D. Maria I. Feito segundo o gosto francês para o príncipe D. Pedro, irmão de D. José I, é caracterizado por grande requinte e elegância. Desenvolve-se em torno de um jardim de buxo com jogos de água e um grande parque. Os interiores são decorados com pintura, escultura, espelhos, azulejos, estuques e talha dourada seguindo o gosto francês. A capela, devido à junção de talha, mármores coloridos e pedras semipreciosas, reflecte um gosto clássico invulgar no Rococó português. O edifício vai recebendo posteriores ampliações durante a época Neoclássica.
A principal igreja Rococó de Lisboa, a Basílica da Estrela, é o último grande edifício Rococó da cidade, revela a influência a influência do Palácio/Basílica/Convento de Mafra, mas também não se pode negar semelhanças com as igrejas pombalinas, nomeadamente na fachada. As elegantes torres sineiras e cúpula não conseguem esconder o vocabulário pombalino na fachada, apesar da escultura e relevos. O interior é coberto por mármores coloridos, tentando manter uma tradição oposta ao Pombalino.

## O Pombalino

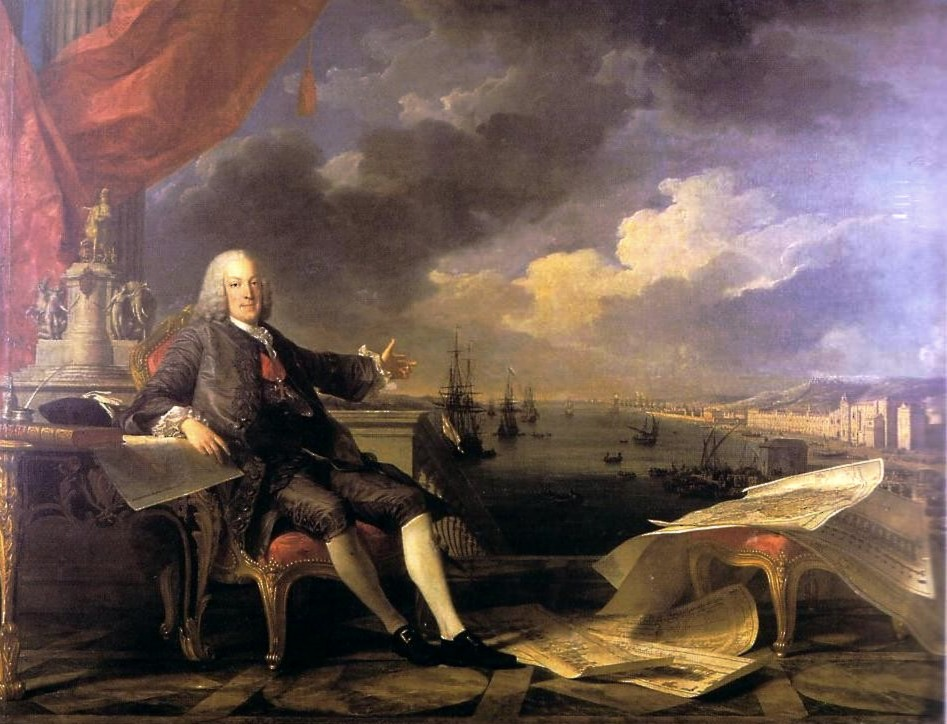
"Marquês de Pombal" e a cidade de Lisboa, de Louis-Michel van Loo (1707-1771) e Claude-Joseph Vernet (1714-1789), Museu da Cidade, Lisboa

O Pombalino é de novo, tal como a arquitectura Chã, fruto da necessidade e do espírito de iniciativa de Portugal. Recebe este nome devido ao Marquês de Pombal, poderoso ministro de D. José, principal impulsionador da reconstrução e verdadeiro governante do reino, sem o qual não teria sido possível obra de tamanha envergadura. Também é fundamental a referência aos arquitectos Manuel da Maia e Carlos Mardel, verdadeiros autores das propostas apresentadas.
É um tipo de arquitectura inteligente e muito bem concebida, por englobar o primeiro sistema anti-sísmico e o primeiro método de construção em grande escala pré-fabricado no mundo. Consiste numa estrutura em madeira flexível inserida nas paredes, pavimentos e coberturas, posteriormente coberta pelos materiais de construção pré-fabricados, que, como se dizia na época, “abana mas não cai”. A baixa de Lisboa, área mais afectada, está construída em zona instável, sendo necessário reforçar toda a área. Recorre-se a outro sistema anti-sísmico, composto por uma verdadeira floresta de estacas enterradas. Estas, como estão expostas à água salgada, não correm o perigo de apodrecer conservando a sua elasticidade natural. Protegia-se a cidade de modo revolucionário e, sem dúvida, pela primeira vez no mundo, a esta escala.
O sistema pré-fabricado é completamente inovador para a época. O edifício é inteiramente fabricado fora da cidade, transportado em peças, e posteriormente montado no local. Pela primeira vez se constrói uma cidade nestes termos. Apesar de as obras de reconstrução da cidade se arrastarem até ao século XIX, poucos anos depois, ainda em vida do rei, a população estava devidamente alojada e com condições inexistentes antes do terramoto.
A cidade é completamente modificada. As ruas de traçado medieval, com aspecto labiríntico, dão lugar a um traçado rectilíneo ortogonal, regularizando a área compreendida entre as antigas praças da cidade, Rossio e Terreiro do Paço, também corrigidas e ordenadas. Os espaços são amplos, permitindo condições de iluminação e arejamento inexistentes na cidade medieval.
A Praça do Comércio, sem o Palácio Real, transferido para a Ajuda, está aberta ao rio Tejo e destina-se a receber os vários ministérios. É dominada por dois torreões gémeos, inspirados no antigo torreão do Palácio Real, monumentalizada por uma estátua do rei D. José, da autoria de Machado de Castro, e recebe um arco de triunfo, construído apenas no século XIX segundo projecto diferente do original, simbolizando o triunfo sobre o terramoto. É a praça do poder.

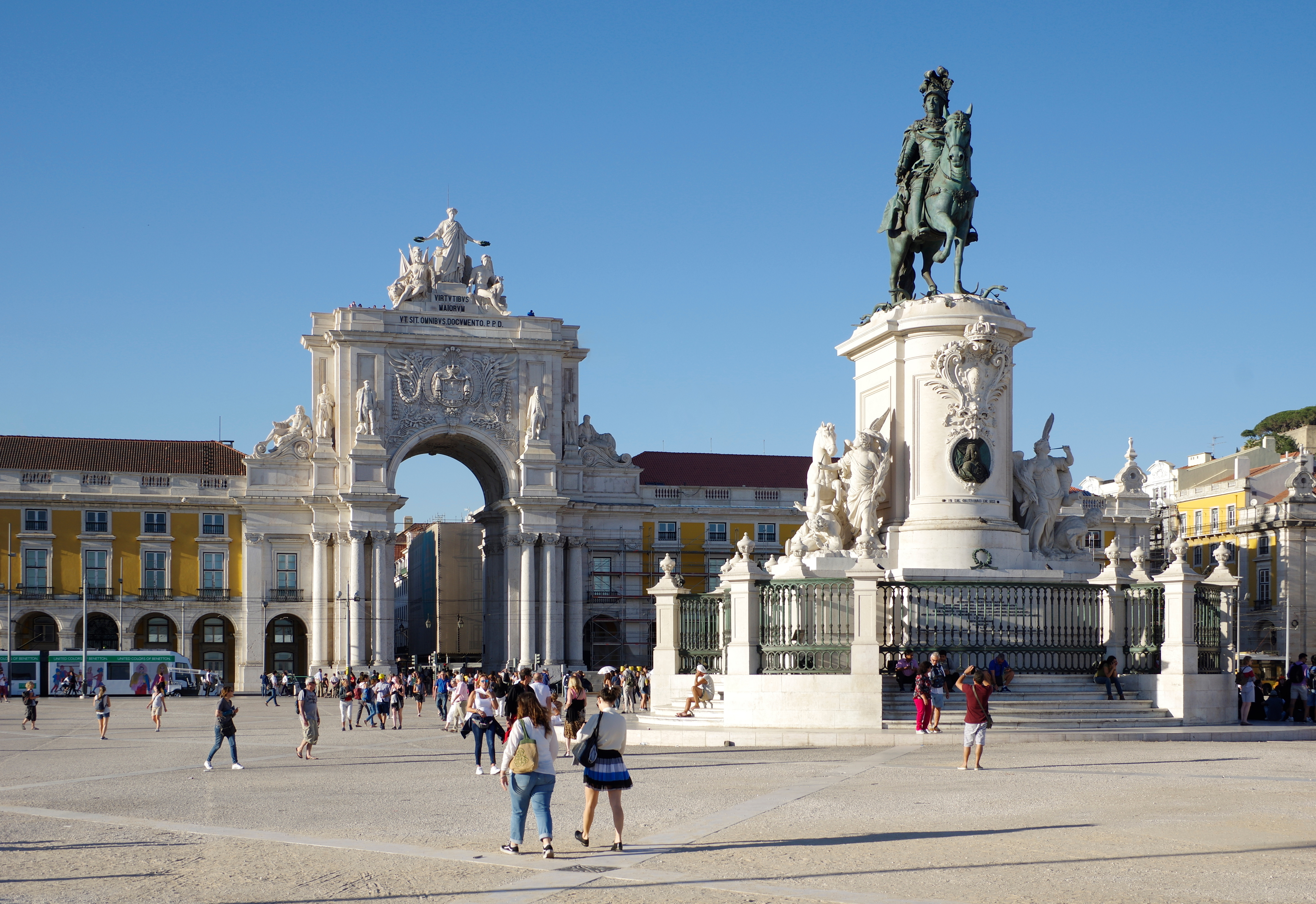
Arco da Rua Augusta, no Praça do Comércio, na Baixa de Lisboa, a Praça Maior de Lisboa que se abre para o Tejo.

O Rossio perde o antigo e arrasado Hospital de Todos os Santos, e torna-se no “fórum” da cidade, tentando manter o carácter popular, apesar dos elegantes edifícios. As ruas são hierarquizadas condicionando a tipologia de edifícios construídos.
O edifício Pombalino é uma estrutura até nove pisos, com arcadas para lojas no piso térreo, varandas ou varandins no primeiro andar e cobertura em água furtada. Todas as construções seguem a mesma tipologia, sendo acrescentados pormenores decorativos na fachada consoante a importância do local. As construções são isoladas por quebra-portas e respeitando a volumetria máxima imposta – considerava-se que os quatro pisos eram os ideais em caso de nova catástrofe.
A construção dos palácios é também regulamentada, obrigando uma sobriedade sem ostentação, muito impopular entre a aristocracia, permitindo efeitos decorativos apenas no portal e janelas um pouco mais elegantes que os prédios de habitação.
As igrejas seguem o espírito da época. O número é drasticamente reduzido, seguindo os mesmos princípios construtivos, alguma decoração arquitectónica exterior e tipologias bem definidas. São edifícios de nave única com altares laterais, decoração interna seguindo as formas do Rococó, materiais fingidos em madeira e estuque, alguma pintura (destacam-se as obras de Pedro Alexandrino de Carvalho) e escultura. Os espaços são agradáveis, suaves, luminosos e, apesar da construção pré-fabricada, bem ao gosto Rococó. Destacam-se as Igrejas de Santo António da Sé (no local onde nasceu Santo António), da Encarnação, São Domingos, Madalena, Mártires e muitas outras. Mantendo o vocabulário estético e elementos decorativos pré-fabricados houve a preocupação de as individualizar. Em edifícios menos destruídos tentou-se harmonizar as formas pombalinas com a decoração existente.
O pombalino, apesar de ser imposto de modo despótico em Lisboa, agradou e foi construído noutros locais, sendo o principal exemplo Vila Real de Santo António no Algarve.
A simplicidade é total. Este espírito de funcionalidade, eliminando tudo o que é supérfluo, incluindo a decoração, impondo uma sobriedade racional, já não é na verdade completamente Rococó. Reflecte o espírito do iluminismo e um forte carácter neoclássico, ainda sem ordens arquitectónicas clássica, mas submetendo o acessório à razão. Este pormenor tem sido sistematicamente esquecido pela história da arte, desejando ver ou Rococó francês ou neoclassicismo tradicional num programa construtivo renovador e demasiado moderno para a sua época.